# Regulamentul Organic

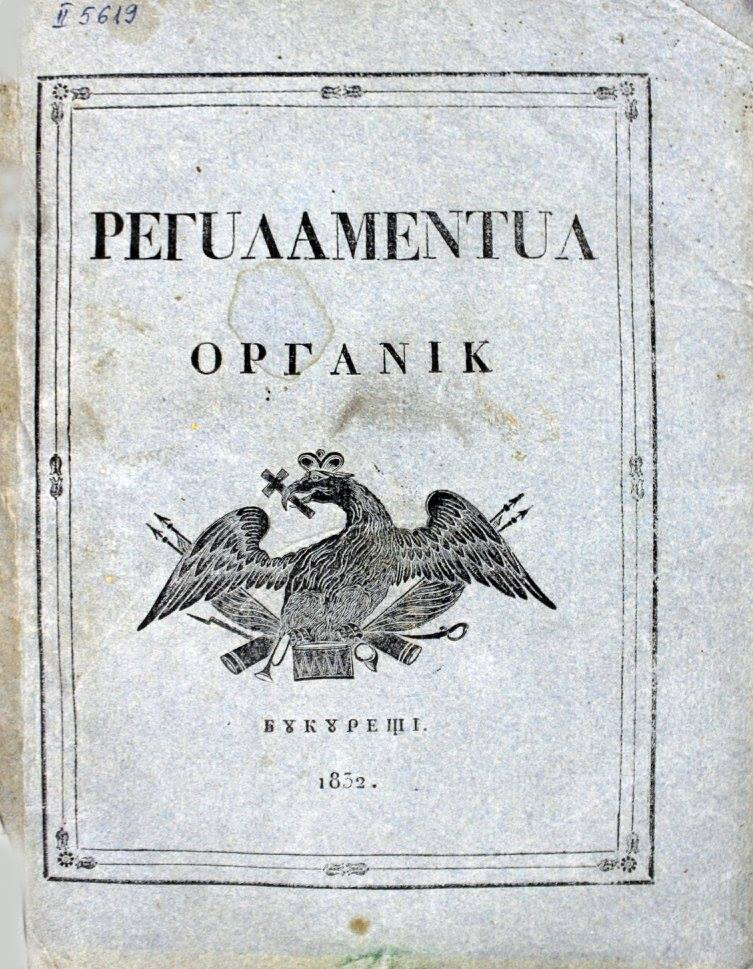
Copia valaca de 1832 del Regulamentul Organic impreso en alfabeto cirílico.

El Regulamentul Organic (Estatuto Orgánico en rumano) fue una ley orgánica de carácter casi constitucional impuesta por el Imperio ruso en 1834 en Moldavia y Valaquia, los dos Principados del Danubio que se convirtieron en la base de la actual Rumanía. El texto significó la confirmación del régimen tradicional con la instalación de un protectorado ruso que duró hasta 1854. De ideología conservadora, llevó a un periodo de reformas sin precedentes que permitieron la occidentalización de la sociedad local. El Regulamentul ofreció a los dos principados su primer sistema de gobierno común.

## Trasfondo histórico
Los dos principados, que habían ido aumentando progresivamente su dependencia del Imperio otomano desde la Edad Media, fueron objeto de varias incursiones rusas desde la guerra Ruso-Turca de 1710 y 1711, cuando el ejército ruso entró en Moldavia y el zar Pedro el Grande estableció relaciones con los valacos. Por ello, los otomanos impusieron un mayor control sobre la región bajo el mando de los hospodares fanariotas, quienes eran directamente propuestos por la Sublime Puerta (nombre con el que se conocía al gobierno del Imperio Otomano y, por extensión, a todo el Imperio). El dominio otomano sobre la región continuó peligrando debido a la intervención de Rusia, la cual, como imperio de religión ortodoxa con herencia bizantina, ejercía una notable influencia sobre los lugareños. Al mismo tiempo, la Puerta hizo varias concesiones a los dirigentes boyardos de Moldavia y Valaquia para asegurarse el mantenimiento de su dominio.
El Tratado de Küçük Kaynarca, firmado en 1774 por los otomanos y los rusos, concedió a estos últimos el derecho de intervenir en nombre de la Iglesia Ortodoxa en los asuntos de los principados, lo que Rusia aprovechó para bloquear las intervenciones otomanas en los territorios. Así, Rusia intervino para mantener el gobierno de los hospodares, quienes habían perdido el apoyo de la Puerta a principios del siglo XIX, y estuvo presente en los estados del Danubio compitiendo por con el Imperio austríaco por las influencias en la zona. En 1812, Rusia se anexionó la región moldava de Besarabia.
Pese a la llegada de numerosos griegos a los principados gracias a las políticas de los distintos hospodares, las tierras tradicionales del reino siguieron estando bajo control de un pequeño grupo de familias boyardas, las cuales se opusieron a los intentos reformistas para mantener sus privilegios.
Durante las últimas décadas del siglo XVIII, la creciente importancia estratégica de la región llevó al establecimiento de consulados representantes de las potencias europeas interesadas en observar el desarrollo de los sucesos locales. Se abrieron consulados de Rusia, Austria, Francia, Gran Bretaña y Prusia. Los cónsules, para ejercer sus políticas particulares, ofrecían estatus privilegiados y protección a ciertos personajes prominentes de la época, conocidos como sudiţi (sujetos) de una u otra potencia extranjera.
En 1821, el incremento del nacionalismo griego en diversas partes de los Balcanes debido a la guerra de independencia de Grecia llevó a la ocupación de los dos estados danubianos por parte de la Filikí Etería, una sociedad secreta griega que buscaba –y en un principio consiguió– el apoyo ruso. Mientras que en Moldavia pudo tomar las riendas del gobierno con facilidad, la expedición de la Filikí Etería encontró una situación más complicada en Valaquia, donde una regencia de los principales boyardos intentaba eliminar las instituciones fanariotas y obligar a que los nacionalistas griegos aceptasen su mando. Se llegó a un acuerdo gracias a que ambos grupos, los eteristas y los boyardos, a Tudor Vladimirescu, un líder pandur de Oltenia y sudiţi de Rusia que había instigado la rebelión anti-fanariota. Sin embargo, la retirada del apoyo ruso a Vladimirescu, le forzó a buscar un acuerdo con los otomanos. Esto llevó a una coalición de eteristas y ciudadanos enfadados a asesinarlo alarmados por su nuevo programa anti-boyardo. Después de que los otomanos invadiesen la región para expulsar a los eteristas, los boyardos obtuvieron de la Puerta el final del sistema fanariota.